# انفصال بنما عن كولومبيا
حدث انفصال بنما عن كولومبيا في 3 نوفمبر عام 1903، وأدى إلى تأسيس جمهورية بنما وحل الحدود الكولومبية-الكوستاريكية. منذ استقلال بنما عن إسبانيا عام 1821، أعلنت الأولى استقلالها بالتزامن مع الانضمام إلى اتحاد كولومبيا الكبرى عبر قرار استقلال بنما. كان اتصال بنما مع باقي البلاد في الجنوب ضعيفًا، والسبب هو وقوعها بعيدًا عن سلطة الحكومة في بوغوتا، وغياب الاتصال البري الفعّال بين بنما وباقي كولومبيا الكبرى. بين عامي 1840 و1841، تأسست جمهورية مستقلة قصيرة الأجل تحت قيادة توماس هيريرا. عقب 13 شهرًا من الاستقلال، انضمت بنما مجددًا إلى كولومبيا، وظلت المقاطعة تعاني من الفورات والتمردات المتكررة، مثل أزمة بنما عام 1885، والتي شهدت تدخل بحرية الولايات المتحدة لحلّ الصراع.
إبان بناء قناة بنما، عقد الفرنسيون في البداية معاهدة مع كولومبيا لضمان بناء القناة على مستوى البحر، وعلى طول البرزخ، لكن تكلفة البناء التي تجاوزت التخمينات، والفساد الذي رافق فضائح بنما، أديا إلى التخلي عن المشروع لمدة عقدٍ كامل. خلال فترات التدخل، لجأ الانفصاليون المحليون إلى الفوضى السياسية التي خلفتها حرب الألف يوم بهدف التحريض على الانفصال السياسي عن كولومبيا وتأسيس جمهورية مستقلة. عندما سعت الولايات المتحدة إلى تملّك مشروع القناة، تبيّن أن التعامل مع الحكومة الكولومبية شاق وعسير، وإثر التعاون مع الممول الفرنسي فيليب بونو فاريا، أعلنت بنما - المجاورة لكوستاريكا - حينها استقلالها عن كولومبيا، وخاضت مفاوضات مع الولايات المتحدة لإعطائها الحق في بناء القناة، وانتهت تلك المفاوضات بمعاهدة هاي بونو فاريا.
كانت الولايات المتحدة أول دولة تعترف باستقلال الجمهورية الوليدة، فأرسلت قواتها البحرية لمنع كولومبيا من الاستيلاء على أراضي بنما خلال الأيام الأولى لتأسيس الجمهورية الجديدة. مقابل دفاع الولايات المتحدة عن الجمهورية وبناء القناة، مُنحت أمريكا عقد إيجارٍ مدى الحياة يشمل الأراضي المحيطة بالقناة، والتي عُرفت باسم منطقة قناة بنما، لكن ملكيتها أُعيدت لاحقًا إلى بنما وفق أحكام معاهدات توريخوس كارتر.
بعد اعتراف الولايات المتحدة، سارعت دولٌ أخرى إلى الاعتراف باستقلال جمهورية بنما، لكن كولومبيا رفضت ذلك حتى عام 1909، بعدما تلقت مساعدة قدرها 500 ألف دولار من بنما تغطي حصة الأخيرة من الديون المستحقة عندما أعلنت استقلالها.

## تمهيد
بعدما نالت بنما استقلالها عن إسبانيا في 28 نوفمبر عام 1821، أصبحت الأولى جزءًا من جمهورية كولومبيا الكبرى، والتي تشمل اليوم دولًا مختلفة هي كولومبيا وفنزويلا وبنما وجزء كبير من الإكوادور.
أدى الصراع السياسي الذين اندلع بين أنصار الفدرالية والمركزية، عقب الاستقلال عن إسبانيا، إلى تقلّب الوضع الإداري والقضائي في بنما. خلال فترة الحكومة المركزية، أُدرجت بنما تحت تقسيم دائرة البرزخ، وخلال فترة الفدرالية، أصبحت ولاية بنما المستقلة.

## أزمة عام 1885
وقّعت الولايات المتحدة الأمريكية وكولومبيا معاهدة بيدلاك مالارينو عام 1846، فتعهّدت الولايات المتحدة باتخاذ موقف «حيادي» تجاه بنما مقابل حصولها على حق العبور (ترانزيت) في البرزخ نيابة عن كولومبيا. في مارس عام 1885، قلّصت كولومبيا وجودها العسكري في بنما، ونقلت القوات المتمركزة هناك بهدف محاربة المتمردين في المقاطعات الإدارية الأخرى. كانت تلك الظروف مواتية لاندلاع تمرد في بنما، وأسهمت في تحفيز هذا التمرد أيضًا. أُرسلت قوات البحرية الأمريكية إلى هناك للحفاظ على النظام، على الرغم من خرق الولايات المتحدة التزاماها بالحياد وفق شروط وأحكام معاهدة عام 1846 التي وقعت عليها.
في عام 1885، احتلت الولايات المتحدة مدينة كولون في بنما. في تلك الفترة، امتلكت تشيلي أقوى أسطولٍ بحري في الأمريكيتين، فأرسلت سفينة الطراد إزميرالدا بهدف احتلال مدينة بنما ردًا على التدخل الأمريكي. طُلب من ربان طراد إزميرالدا إيقاف ضم بنما إلى الولايات المتحدة الأمريكية بشتى الطرق والوسائل.